# Kurt Herzog (General)
Kurt Herzog (* 27. März 1889 in Quedlinburg; † 8. Mai 1948 im Lager Workuta, Sowjetunion) war ein deutscher General der Artillerie im Zweiten Weltkrieg.

## Leben
Herzog trat am 30. März 1907 als Fahnenjunker in das 8. Feldartillerie-Regiment Nr. 78 der Sächsischen Armee in Wurzen ein. Während seiner Kommandierung an die Kriegsschule Glogau vom 1. Oktober 1907 bis 28. Juni 1908 wurde er zwischenzeitlich am 1. November 1907 zum Fähnrich ernannt. Anschließend folgte am 14. August 1908 mit Patent vom 14. Februar 1907 seine Beförderung zum Leutnant. Als solchen kommandierte man ihn von Oktober 1909 bis Ende August 1910 zur Militär-Reit-Anstalt Dresden sowie von Oktober 1911 bis Ende August 1913 zum Militär-Reitinstitut Hannover.
Mit Ausbruch des Ersten Weltkriegs wurde Herzog zur Ersatz-Abteilung seines Regiments versetzt. Von dort kam er drei Wochen später zum Reserve-Feldartillerie-Regiment Nr. 53, wo Herzog zunächst als Abteilungsadjutant und Gerichtsoffizier verwendet wurde. Im Verband mit der 53. Reserve-Division (3. Königlich Sächsische) nahm er nach der Aufstellung des Regiments ab 10. September 1914 u. a. an der Schlacht an der Yser sowie den folgenden Stellungskämpfen teil. Mitte Mai 1915 wurde Oberleutnant Herzog Batterieführer. In dieser Funktion zeichnete er sich während der Herbstschlacht in der Champagne in seinem Abschnitt bei Ripont durch mehrere unter schwierigen Verhältnissen durchgeführte Erkundungspatrouillen aus. Für diese Leistungen wurde Herzog am 17. März 1916 mit dem Ritterkreuz des Militär-St.-Heinrichs-Ordens beliehen. Nach der Schlacht an der Somme und den anschließenden Stellungskämpfen im Artois und in der Champagne verlegte der nunmehr zum Hauptmann beförderte Herzog im November 1916 sein Regiment an die Ostfront. Dort wurde er von Ende Januar 1917 bis Ende April 1917 im Rahmen des 3. Austauschkursus zum Feldhaubitz-Regiment 54 beim k.u.k. Korps Hoffmann kommandiert. Nach seiner Rückkehr zu seinem Regiment fungierte er als stellvertretender Führer der II. Abteilung. Diese Funktion wechselte innerhalb der kommenden Monate mehrfach zu seiner Tätigkeit als Batterieführer. Vom 3. November 1917 bis 19. September 1918 war Herzog dann Adjutant des Artilleriekommandeurs Nr. 152. Anschließend kommandierte man ihn zur Ausbildung im Generalstabsdienst bei der 24. Reserve-Division (2. Königlich Sächsische).
Hier verblieb Herzog über das Kriegsende hinaus bis zum 3. Januar 1919. Kurzzeitig wurde er dann in sein Stammregiment zurückversetzt und nach der Demobilisierung im Februar 1919 in die Zentralabteilung des sächsischen Generalstabs bzw. das sächsische Ministerium für Militärwesen kommandiert. Von dort folgte am 22. September 1919 seine Versetzung in die Völkerrechtsabteilung des Reichswehrministeriums. Im Mai und Juni 1921 wurde Herzog jeweils für einen Monat zur 7. (Bayerischen) Nachrichten-Abteilung sowie in das 19. (Bayerische) Infanterie-Regiment kommandiert. Vom 1. Oktober 1921 bis 30. November 1923 diente Herzog dann als Batteriechef im 4. Artillerie-Regiment und war im Anschluss bis zum 30. September 1927 in gleicher Funktion bei der 8. Batterie der III. Abteilung des 3. (Preußischen) Artillerie-Regiments in Jüterbog. Herzog war dann bis 31. März 1932 Lehrer an der Infanterieschule Dresden und wurde in dieser Funktion zwischenzeitlich am 1. April 1929 zum Major befördert. Er kehrte anschließend wieder nach Jüterbog zurück und wurde zum Kommandeur der III. Abteilung des 3. (Preußischen) Artillerie-Regiments ernannt. Am 1. September 1933 wurde er Oberstleutnant. Mit der ersten Erweiterung der Reichswehr am 1. Oktober 1934 übernahm Herzog das neu gebildete Artillerie-Regiment Halberstadt, das später in Artillerieregiment 13 bzw. Artillerieregiment 31 umbenannt wurde. Als Oberst (seit 1. Juli 1935) folgte am 1. März 1938 seine Ernennung zum Artilleriekommandeur I bei der 1. Infanterie-Division in Insterburg.
Kurz vor Beginn des Zweiten Weltkriegs erhielt Herzog als Generalmajor das Kommando der Ersatztruppen der 1. Infanterie-Division. Einen Monat später wurde er zum Artilleriekommandeur 108 ernannt. Im weiteren Kriegsverlauf war Herzog vom 6. Februar 1940 bis 10. Juni 1942 Kommandeur der 291. Infanterie-Division. Nach seiner Beförderung zum General der Artillerie am 1. Juli 1942 fungierte er als Kommandierender General des XXXVIII. Armeekorps. Als Kommandierender General des XXXVIII. Panzerkorps im Kurlandkessel kam Herzog mit der bedingungslosen Kapitulation der Wehrmacht am 8. Mai 1945 in sowjetische Kriegsgefangenschaft.
Er starb im Gulag bei Workuta.

## Auszeichnungen
- Eisernes Kreuz (1914) II. und I. Klasse[2]
- Ritterkreuz I. Klasse des Albrechts-Ordens mit Schwertern und Krone[2]
- Hanseatenkreuz Hamburg[2]
- Friedrich-Kreuz[2]
- Österreichisches Militärverdienstkreuz III. Klasse mit Kriegsdekoration[2]
- Spange zum Eisernen Kreuz II. und I. Klasse
- Ritterkreuz des Eisernen Kreuzes mit Eichenlaub[3]
  - Ritterkreuz am 18. Oktober 1941
  - Eichenlaub am 12. Januar 1945 (694. Verleihung)